# Oberleuken

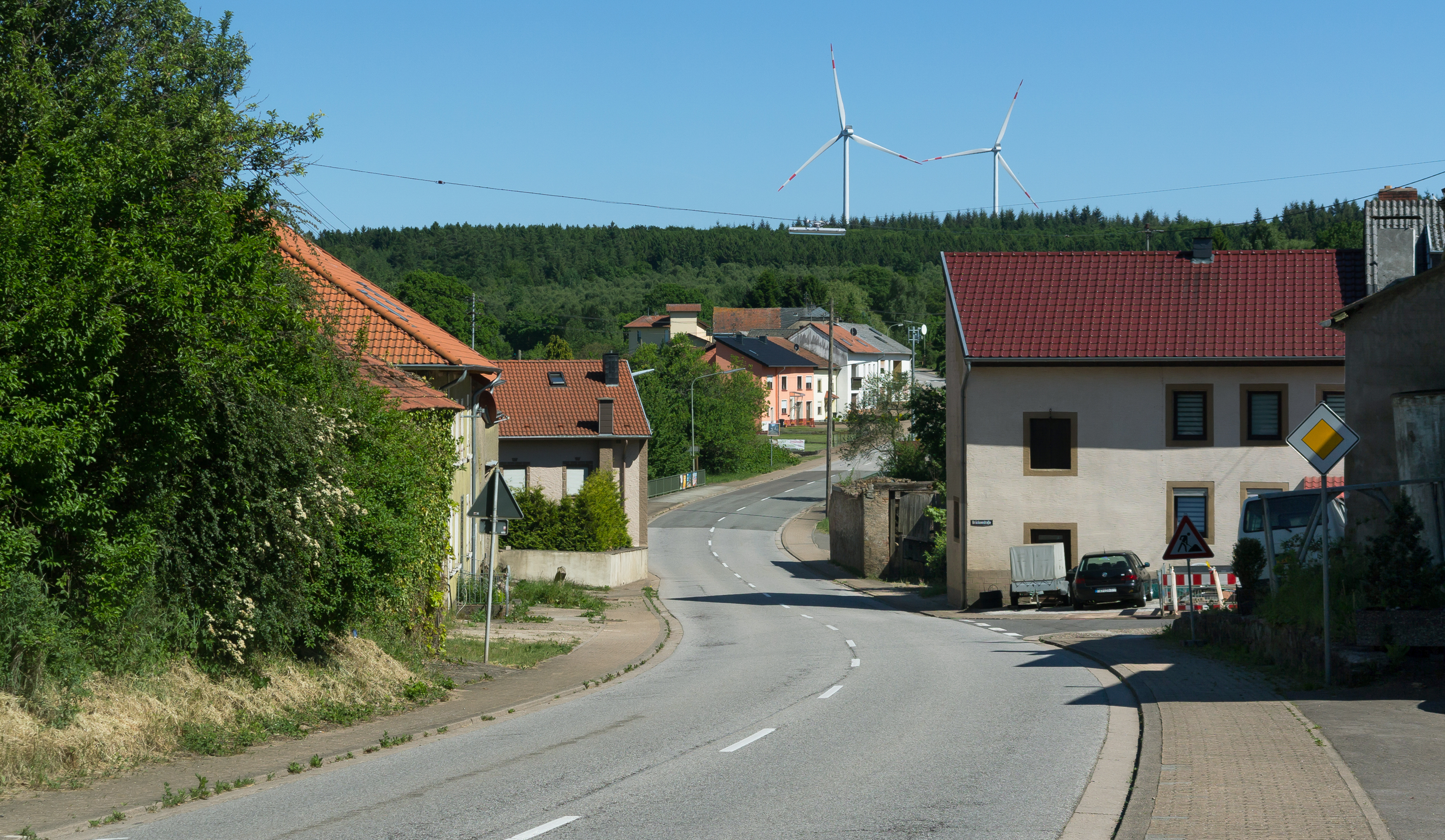
Blick auf eine Straße in Oberleuken

Oberleuken ist ein Ortsteil der Gemeinde Perl im Landkreis Merzig-Wadern (Saarland). Zusammen mit Keßlingen und Münzingen bildet der Ortsteil einen Gemeindebezirk. Bis Ende 1973 war Oberleuken eine eigenständige Gemeinde.

## Geographie
Oberleuken liegt in einem Tal auf beiden Seiten des Leukbaches, der in Eft, fünf Kilometer oberhalb von Oberleuken, entspringt. Das Dorf ist auf einem der ältesten Siedlungsgelände der Gegend gelegen, wie die in der Umgebung ausgegrabenen und aufgefundenen Altertümer (Beile, Faustkeile, Reste von Schüsseln, Töpfen und Näpfen) zeigen. Im südöstlichen Teil des Gemeindewaldes des Nachbardorfes Borg wurden Gebäudefundamente und archäologische Überreste einer Römersiedlung entdeckt (Villa Borg).

## Geschichte
Die erste urkundliche Nachricht über Oberleuken stammt aus dem Jahre 964. In einem Prekarie-Vertrag (Landleihe-Vertrag) übergab der Gaugraf Siegfried dem Trierer Erzbischof Heinrich I. 73 Morgen Land (Äcker und Wiesen) nebst 7 Hörigen (Untertanen) zu „Odowines luica“ (Oberleuken) im Saargau. Später heißt Oberleuken nur noch „luca“ (1126) und „Luke“ (1255) und erst 1533 „Oberleuken“.
Im Mittelalter war der Leukbach einmal Grenzfluss. So gehörten die Einwohner auf der linken Seite der Leuk zum Kurfürstentum Trier und die rechts der Leuk zum Herzogtum Lothringen.
Bei der Auflösung des Herzogtums Lothringen im Jahre 1766 kamen alle bisherigen lothringischen Orte, also auch der rechts der Leuk gelegene Teil von Oberleuken, an Frankreich. Im Jahre 1797 wurde der ganze Saargau mit Frankreich vereinigt.
Auf dem Wiener Kongress im Jahre 1815 wurde das untere Saargebiet Preußen zugesprochen. Aber erst 1830 ist die Grenze von Perl bis westlich Merzig endgültig festgelegt worden. Auf einem alten Grenzstein ist noch die Jahreszahl 1830 zu lesen.
Im Rahmen der saarländischen Gebiets- und Verwaltungsreform wurde die bis dahin eigenständige Gemeinde Oberleuken am 1. Januar 1974 der neuen Gemeinde Perl zugeordnet.
Einwohnerentwicklung
Die Entwicklung der Einwohnerzahl von Oberleuken – die Werte von 1939 bis 1974 beruhen auf Volkszählungen:
| Jahr | Einwohner |
| ---- | --------- |
| 1939 | 495       |
| 1950 | 441       |
| 1961 | 446       |
| 1970 | 469       |
| 1974 | 454       |
| 2004 | 524       |
| 2010 | 544       |
| 2012 | 517       |
| 2013 | 533       |
| 2014 | 543       |
| 2020 | 571       |